# Flo (serie televisiva)
Flo  è una serie televisiva statunitense in 28 episodi trasmessi per la prima volta nel corso di 2 stagioni dal 1980 al 1981. È uno spin-off della serie Alice  e riprende come protagonista il personaggio della cameriera Florence Jean "Flo" Castleberry (interpretata, in entrambe le serie, da Polly Holliday).

## Trama
Florence Jean "Flo" Castleberry è diretta a Houston, Texas, per un nuovo lavoro in un ristorante come responsabile di sala (come descritto nella sua ultima apparizione in Alice), quando si ferma a visitare la sua famiglia nella sua città di Fort Worth, che lei definisce "Cowtown" come molta gente del posto. In un attacco di nostalgia, compra una stazione di servizio e la chiama "Flo Yellow Rose". Il nuovo business, così come i rapporti con la madre e la sorella, causano la maggior parte dei conflitti comici nella serie.
Vic Tayback fa un'apparizione nel ruolo di Mel Sharples (personaggio apparso anche in Alice). Il personaggio di Alice, invece, fatta eccezione per una clip in flashback nell'ultimo episodio, non appare nel corso dello spin-off.

## Personaggi
- Florence Jean 'Flo' Castleberry (28 episodi, 1980-1981), interpretata da	Polly Holliday.
- Earl Tucker (28 episodi, 1980-1981), interpretato da	Geoffrey Lewis.
È il barista, un uomo maschilista.
- Farley Waters (28 episodi, 1980-1981), interpretato da	Jim Baker.
È il primo proprietario del locale che acquista Flo.
- Randy Stumphill (28 episodi, 1980-1981), interpretato da	Leo Burmester.
È un meccanico pettegolo.
- Les Kincaid (27 episodi, 1980-1981), interpretato da	Stephen Keep Mills.
- Mama Velma Castleberry (25 episodi, 1980-1981), interpretata da	Sudie Bond.
È la madre di Flo.
- Fran Castleberry (23 episodi, 1980-1981), interpretato da	Lucy Lee Flippin.
È la sorella di Flo.
- Miriam Willoughby (20 episodi, 1980-1981), interpretata da	Joyce Bulifant.
È un'amica d'infanzia di Flo.
- Chester (10 episodi, 1980-1981), interpretato da	Mickey Jones.
È un cliente abituale del locale.
- Roy (8 episodi, 1980-1981), interpretato da	George 'Buck' Flower.
- Tyler (8 episodi, 1980-1981), interpretato da	Gordon Hurst.
- Wendell Tubbs (5 episodi, 1980-1981), interpretata da	Terry Wills.
- Harold (3 episodi, 1980-1981), interpretato da	Henry Jones.
- Buddy (2 episodi, 1980-1981), interpretato da	George Lindsay.
- Hollis (2 episodi, 1980-1981), interpretato da	Donegan Smith.
- Leon (2 episodi, 1980), interpretato da	James Cromwell.
- Edsel Jarvis Castleberry (2 episodi, 1980), interpretato da	Forrest Tucker.

## Produzione
La serie fu prodotta da Warner Bros. Television e girata negli studios della Warner Brothers a Burbank e nella CBS Television City a Los Angeles, California. Le musiche furono composte da Fred Werner; il tema musicale Flo Yellow Rose, eseguito da Hoyt Axton, fu composto da Susan Glicksman. La serie fu cancellata in patria per il calo d'ascolti della seconda stagione, dopo una prima stagione terminata al settimo posto nella classifica degli ascolti con una media spettatori di 24,4 milioni.

### Registi
Tra i registi della serie sono accreditati:
- Bob LaHendro (11 episodi, 1980-1981)
- Marc Daniels (10 episodi, 1980-1981)
- Dick Martin (3 episodi, 1980)

## Distribuzione
La serie fu trasmessa negli Stati Uniti dal 1980 al 1981 sulla rete televisiva CBS (la prima stagione durò solo sei episodi, la seconda fu composta da 23 episodi) . In Italia è stata trasmessa su Canale 5 con il titolo Flo.

## Episodi
| Stagione         | Episodi | Prima TV USA |
| ---------------- | ------- | ------------ |
| Prima stagione   | 6       | 1980         |
| Seconda stagione | 23      | 1980-1981    |